# Heteromys desmarestianus
Heteromys desmarestianus là một loài động vật có vú trong họ Chuột kangaroo, bộ Gặm nhấm. Loài này được Gray mô tả năm 1868.